# Іонанідзе Зураб Давидович
Зураб Давидович Іонанідзе (груз. ზურაბ დავითის ძე იონანიძე; 2 грудня 1971, Кутаїсі, Грузинська РСР, СРСР) — грузинський футболіст, нападник. Іонанидзе є найкращим бомбардиром чемпіонатів Грузії за всю історію (216 голів) і єдиним футболістом, що досяг рубежу 200 голів в національному чемпіонаті.

## Кар'єра

### Клубна
Розпочав грати у футбол на батьківщині, захищаючи кольори «Самгуралі», «Торпедо» (Кутаїсі) та «Самтредії».
1996 року перебрався до Росії, де один сезон провів у Вищій лізі за «Жемчужину» (Сочі), після чого перейшов у нижегородський «Локомотив», де не зумів закріпитись і повернувся на батьківщину у кутаїське «Торпедо».
Граючи за «торпедівців», тричі ставав чемпіоном Грузії (1999/00, 2000/01, 2001/02). Двічі вигравав суперечку бомбардирів (1999/00, 2002/03); у 2000, 2003 та 2006 роках визнавався кращим гравцем національного чемпіонату.
Влітку 2003 року перейшов у сімферопольську «Таврію», де провів півтора сезони, після чого став гравцем «Зестафоні», де і виступав до завершення ігрової кар'єри у 2010 році, вигравши у сезоні 2007/08 свій останній трофей — національний кубок.

### У збірній
Дебютував у збірній Грузії в 1996 році. Своєю успішною грою в чемпіонаті країни домігся повторного виклику в збірну через 10 років, у 34-річному віці (2006).

### Тренерська робота
На початку 2014 року очолив вищоліговий грузинський клуб «Мерані» (Мартвілі), який за підсумками сезону зайняв останнє місце, після чого Зураб покинув клуб.

## Досягнення

### Командні
- Чемпіон Грузії: 1999/00, 2000/01, 2001/02
- Володар Кубка Грузії: 1998/99, 2000/01, 2007/08

### Індивідуальні
- Найкращий бомбардир чемпіонату Грузії: 1999/00 (25 голів), 2002/03 (26 голів)
- Найкращий футболіст чемпіонату Грузії: 2000, 2003, 2006